# Литвинов, Лев Маркович
Лев Маркович Литвинов (Гуревич) (9 апреля 1899, Минск — 21 марта 1963, Казань) — советский театральный режиссёр. Заслуженный деятель искусств Белорусской ССР (1946) и Татарской АССР (1953). Заслуженный артист Белорусской ССР (1934).

## Биография
Окончил Белорусскую драматическую студию в Москве (1926). Творческую деятельность начал в 1919 году в Екатеринбурге, в 1921—1923 годах руководил в Минске художественной самодеятельностью. В периоды с 1926 по 1932 год и с 1942 по 1943 год — актёр и режиссёр Белорусского государственного еврейского театра (БелГОСЕТ) в Минске. Художественный руководитель (1932—1937) и главный режиссёр (1943—1950) Белорусского театра имени Янки Купалы. В 1950—1963 годах — режиссёр Казанского театра имени В. И. Качалова.

## Избранные театральные постановки

### Белорусский Государственный еврейский театр
- «Овечий источник» Л. де Вега (1927)
- «Джим Куперкоп» С. Годинера (1930)
- «Сендер Бланк» по Шолом-Алейхему (1940)

### Белорусский театр имени Я. Купалы
- «Родина» К. Чорного (1932)
- «Конец дружбы» Кондрата Крапивы (1934, совместно с Л. Г. Рахленко)
- «Великодушие» В. Головчинера (1936)
- «Соловей» Змитрока Бядули (1937, совместно с Л. Г. Рахленко)
- «Беспокойная страсть» Л. Рахманова (1938)
- «Собака на сене» Л. де Вега (1943)
- «Павлинка» Янки Купалы (1944)
- «Поздняя любовь» А. Н. Островского (1943)
- «Ромео и Джульетта» У. Шекспира (1946)
- «Это было в Минске» А. Кучара
- «Таланты и поклонники» А. Н. Островского (1950)

### Казанский театр имени Качалова
- «Свадьба с приданым» Н. М. Дьяконова (1950)
- «Враги» Максима Горького (1952)
- «Царь Фёдор Иоаннович» А. К. Толстого